# Porophloeus handlirschi
Porophloeus handlirschi är en insektsart som först beskrevs av Brancsik 1893.  Porophloeus handlirschi ingår i släktet Porophloeus och familjen Flatidae. Inga underarter finns listade i Catalogue of Life.